# Stéphane Chaudesaigues
Stéphane Chaudesaigues (Versalles, 1968) es un artista tatuador francés. Su reputación como retratista es internacional. Trabaja en París en su taller y es miembro del S.N.A.T. (Sindicato Nacional de los Artistas Tatuadores).

## Biografía
Al finalizar sus estudios, se inicia en el tatuaje de forma autodidacta. Después de haber intentado varias veces aprender con los profesionales sin conseguirlo, decide formarse y centrarse sólo en sus conocimientos artísticos.
Aborda el tema del tatuaje a través de libros que tratan la técnica de los grandes pintores. De esa forma, adquiere bases sólidas que le llevarán a crear un nuevo estilo pictóricoen el universo del tatuaje.
En 1987, Stephane Chaudesaigues abre su primer salón, “Art Tattoo”, en Aviñón Vaucluse con la ayuda de su hermano Patrick (reconocido artista tatuador además de pintor, escultor y diseñador de máquinas de tatuajes).
En 1989 “Art tattoo” pasa a denominarse “Graphicaderme” y llegará a abrir hasta 8 salones en toda Francia.
Con su bagaje artístico, Stephane Chaudesaigues  decide cruzar el Atlántico para mostrar su trabajo a los profesionales estadounidenses. durante una convención en New Jersey, a partir de la cual será reconocido internacionalmente como artista tatuador.
Colabora con los grandes nombres del tatuaje: Shane O’Neill, Nikko Hurtado,  Tim Kern, Dan Marshall, Liorcifer, Bugs, Tony Ciavarro, Carson Hill, Mike Demasi, Mike Devries, Joshua Carlton, Lukas Zpira, Satomi y  James Kern, que declarará a propósito de Stephane Chaudesaigues:

"Es por eso que he venido a París. Mi enfoque de la escena del tatuaje francés ha sido limitado, pero he constatado la presencia de artistas extremadamente talentosos. Stephane Chaudesaigues, cuyas obras admiraba en las revistas estadounidenses cuando aprendía a tatuar, permanece como una de mis inspiraciones más profunda. Creo que Stephane ha influenciado a la mayoría de los artistas que hoy en día realizan retratos fotorealistas en color. Fue el primer artista que rompió con los contornos clásicos con el objetivo de obtener un resultado más cercano de la pintura que del tatuaje."

Los salones de París y de Aviñón se han convertido en etapas ineludibles en el recorrido europeo de los artistas tatuadores internacionales.
En 1995, la National Tattoo Association (NTA) en los Estados Unidos, declara a Stephane Chaudesaigues Artista del año.
En 2005, Stephane Chaudesaigues se manifiesta con el S.N.A.T  en el Ministerio de Sanidad en Paris.
En 2006, abre un taller en París en el barrio del Marais, “L'atelier 168-La Bête Humaine”.

## Colaboradores
Entre los colaboradores que trabajan con Stephane Chaudesaigues, se encuentran David Coste, Pierre-Gilles Romieu y su hijo Steven Chaudesaigues.
En otro campo artístico, Stephane ha colaborado también con el pintor Leon Zanella.
Stephane ha colaborado con John Lobb “Bootmaker” uno de los fabricantes de zapatos más prestigioso del mundo, en la cocreación de un par de zapatos que encarnan la ciudad de París.

## Publicaciones
Su nombre aparece citado varias veces en artículos franceses e internacionales. Podemos destacar el libro “Customizing the body: the art and culture of tattooing”  que vuelve a los inicios del estilo realista en los años 1990 gracias a los pioneros del tatuaje francés: Tin-tin y Stephane Chaudesaigues.
Un artículo publicado en el “Express”  da las direcciones de los mejores tatuadores en el cual Stephane afirma su inclinación por el estilo realista.
Numerosas revistas especializadas del tatuaje, incluso de música, publican artículos con regularidad sobre el trabajo de Stephane: “Tatouage Magazine”   el cual ha consacrado la portada y un artículo de su revista n2 - noviembre/niciembre, 1997/enero 1998, Skin-deep n161, Rise n3 octubre/noviembre/diciembre 2008, N9, Hard-Rock Magazine n25-H agosto/septiembre 2009, Prick Magazine, en el cual se puede ver a Steven Chaudesaigues mostrando uno de los numerosos trofeos ganado por su padre.
En 2011 ve la luz Inked Magazine, una nueva revista especializada del tatuaje que dedica, en su primera edición, un artículo describiendo el recorrido atípico de Stephane.

## Chaudesaigues Awards
Siguiendo los pasos de Eusèbe Joseph Adolphe Chaudesaigues, Caballero de la Legión de honor y antepasado de Stephane y Patrick Chaudesaigues que fundó el premio Chaudesaigues en l'École des Beaux-Arts de París ("Escuela de Bellas Artes"), los dos hermanos crean el Chaudesaigues Awards. 
El premio creado por Eusèbe Joseph Adolphe Chaudesaigues fue ganado entre otros, por Leon Jaussely arquitecto y urbanista francés y Pierre Louis Bénouville.
Por primera vez, el Chaudesaigues awards fue concedido en 2012 durante la convención “Best of midwest” organizada por Shane O’Neill los días 10, 11 y 12 de febrero en Council Iowa USA.
El Chaudesaigues Awards recompensa el recorrido y la orientación artística de un tatuador.
Este trofeo es concedido en el marco de una convención internacional.
En el año 2012, el jurado estaba compuesto de artistas tatuadores internacionales como: Nikko Hurtado, Shane O'neill, Boris, Andrea Afferni así como miembros honorarios  prestigiosos como Víctor Portugal, Pedro Álvarez, Madam Vyvyn Lazonga, Brian Everett, Goethe, Aaron Bell, Carlos Torres, Joe Capobianco y Bob Tyrell.
El Chaudesaigues Awards 2012 fue concedido a James Kern.
El Chaudesaigues Awards 2013 fue concedido a Matteo Pasqualin.

## World Wide Tattoo Conference
Gran conferencia internacional del tatuaje.
En 2012 Stephane Chaudesaigues participa en la primera conferencia internacional de la comunidad del tatuaje en la cual tatuadores reconocidos internacionalmente como Bob tyrell, Guy Aitchison,  Joe Capobianco, asisten a seminarios sobre varias  habilidades técnicas cuyo objetivo es ayudar a los tatuadores a mejorar sus niveles. 
En 2012 La WWTC tuvo lugar en Chicago y Londres.